# Kitāb al-irschād
Das Buch der Rechtleitung (arabisch كتاب الارشاد Kitāb al-irschād, DMG Kitāb al-iršād) ist ein im 10. Jahrhundert von Schaich al-Mufīd geschriebenes biographisches Handbuch zu den Zwölf Imamen der Zwölfer-Schiiten. Der vollständige Titel lautet al-Iršād fī maʿrifat ḥuǧaǧ Allāh ʿalā 'l-ʿibād. 

## Inhalt
Das Buch verteidigt die noch im Entstehen befindlichen Glaubensgrundsätze der Imamiten gegen die Sunniten und gegen rivalisierende schiitische Strömungen, insbesondere die Ismailiten. Kennzeichnend ist jedoch vor allem der Versuch, traditionalistische und rationalistische Ansätze miteinander zu verbinden und die schiitische Lehre insgesamt für die Ideen der theologischen Strömung des Muʿtazila zu öffnen. So arbeitet al-Mufīd zwar Überlieferungen (Hadith) ein, durch die er seine Darstellung belegen will, führt jedoch auch Vernunftgründe an, die seines Erachtens die Notwendigkeit etwa der Imamatsfolge im Rahmen einer gottgewollten Ordnung begründen sollen.
Den größten Teil des Werkes, etwa die Hälfte, nimmt die Darstellung des Lebenswegs ʿAlīs ein, der den Schiiten als erster Imam gilt. Bedeutsam ist daneben insbesondere der Abschnitt zum zwölften Imam, der einerseits der Bestätigung seiner Verborgenheit (ġayba) und andererseits der Etablierung der Doktrin von seiner Wiederkehr (raǧʿa) als Mahdi am Weltenende dient, die damals unter den Schiiten noch sehr umstritten war.

## Übersetzungen
- Hans Halm: Die Schiiten. Auszugsweise Übersetzung des Abschnitts über den verborgenen 12. Imam. Beck, München 2005, S. 38 f.